# Gazogenerator (artyleria)

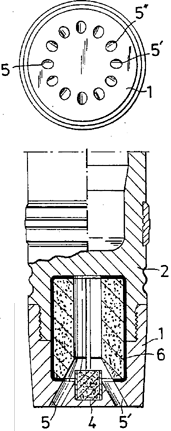
Schemat konstrukcyjny gazogeneratora. Górny rysunek przedstawia dno pocisku z dyszami gazogeneratora.

Gazogenerator – element pocisku artyleryjskiego, zwiększający zasięg.
Tępo zakończony pocisk, poruszając się z dużą prędkością powoduje powstanie obszaru obniżonego ciśnienia, co powoduje większe opory ruchu pocisku i zmniejsza jego zasięg. Gazogenerator, umieszczony na dnie pocisku, składa się z komory zawierającej kostkę paliwa stałego i kanałów, wyprowadzających gazy spalinowe przez dno pocisku na zewnątrz. Gazy te nie wytwarzają ciągu (lub wytwarzany ciąg jest pomijalnie mały) lecz zmniejszają podciśnienie i w ten sposób zmniejszając opór denny, wpływają na zasięg pocisku.

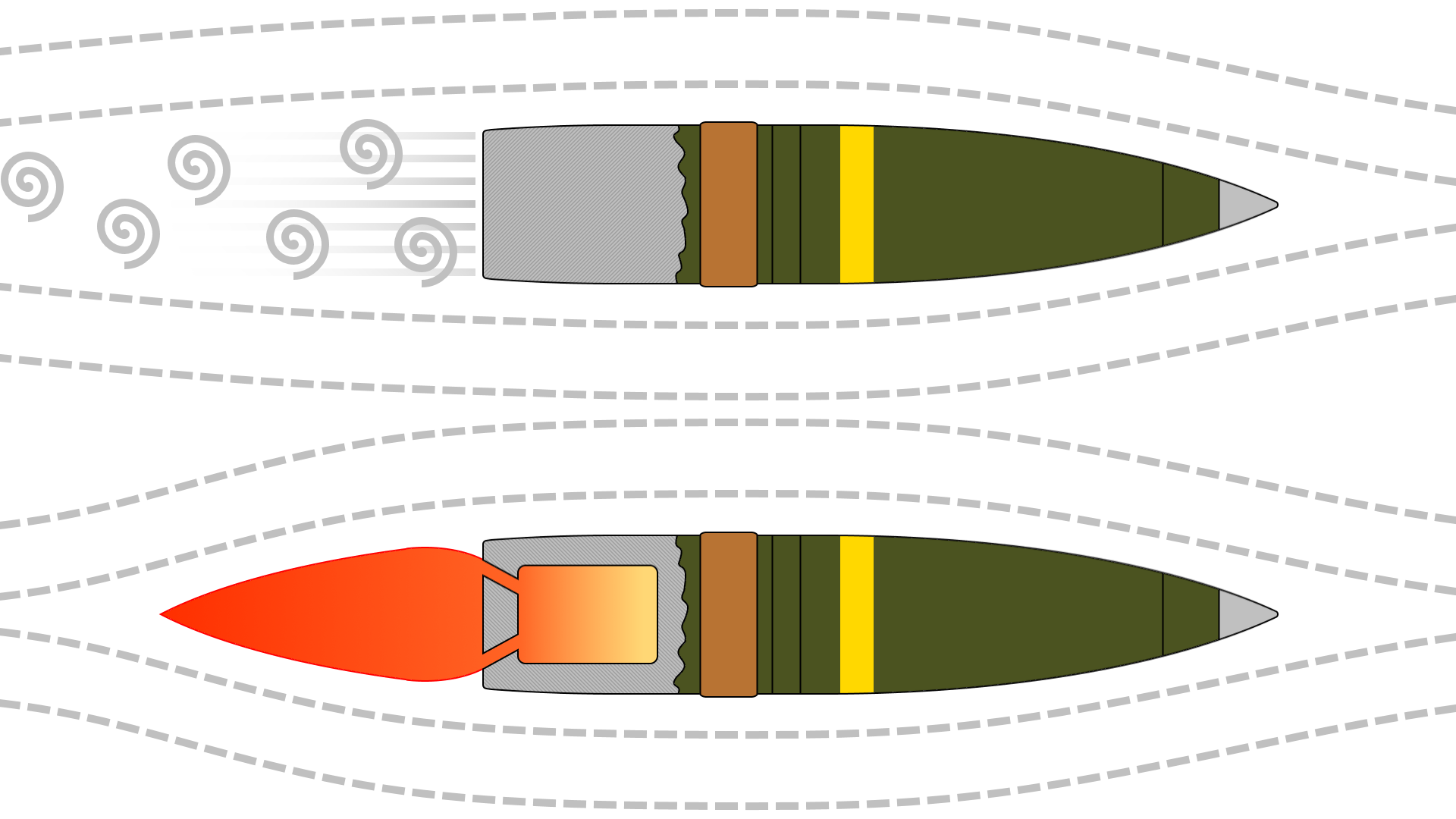
Uproszczony schemat objaśniający zasadę działania

Zastosowanie gazogeneratora zwiększa zasięg pocisku o kilkanaście (w niektórych przypadkach o ponad dwadzieścia) procent, jednak pociski z gazogeneratorem uzyskują nieco większy rozrzut.